# José María González de Careaga y Urquijo
José María González de Careaga y Urquijo (Bilbao, 19 de abril de 1899 – Madrid, 4 de enero de 1971) fue un político e ingeniero industrial español, alcalde de Bilbao.

## Biografía
Ingeniero industrial, nació en Bilbao el 19 de abril de 1899 hijo de Miguel González de Careaga y de Escobosa (un monárquico fundador de La Gaceta del Norte nacido en la ciudad mexicana de Mazatlán) y Rafaela de Urquijo Ybarra. Entró en el consistorio bilbaíno durante la alcaldía del primer regidor franquista, José María de Areilza, y tras la marcha de este del cargo fue nombrado alcalde en 1938.
En 1940 fue designado secretario general técnico del Ministerio de Industria. Durante los años 1942 y 1943 fue agregado técnico de la Embajada de España en Estados Unidos. Tras su regreso formó parte de varias empresas  petrolíferas y fue uno de los creadores de “PETROLIBER”, empresa operadora de la refinería de petróleos situada en La Coruña. Su fallecimiento se produjo el 4 de enero de 1971 en Madrid.